# Robert von Fioreschy
Robert von Fioreschy-Weinfeld (* 16. Oktober 1919 in Auer; † 4. April 2003 ebenda) war ein italienischer Rechtsanwalt und Politiker der Südtiroler Volkspartei.
Robert von Fioreschy war Sohn von Paul von Fioreschy-Weinfeld und entstammte der österreichischen Familie Fioresi aus Neumarkt, die 1781 mit der Namensmehrung „Edler von Weinfeld“ in den erbländisch-österreichischen Adelsstand erhoben worden war und in Italien im Jahr 1926 als „Fioreschi di Weinfeld“ ihre Adelsanerkennung erhielt. Er besuchte das Franziskanergymnasium Bozen und absolvierte anschließend an den Universitäten Innsbruck und Genua ein Studium der Rechts- und Staatswissenschaften. Ab 1951 arbeitete er als Rechtsanwalt.
Von 1952 bis 1973 war von Fioreschy für die Südtiroler Volkspartei Abgeordneter im Südtiroler Landtag und damit gleichzeitig im Regionalrat Trentino-Südtirol. Er war von 1952 bis 1969 Mitglied der Südtiroler Landesregierung. In den Kabinetten Erckert II, Pupp, Magnago I und Magnago II fungierte er unter anderem als Landeshauptmannstellvertreter sowie als Landesrat für Industrie, Handel, Handwerk, Fremdenverkehr, Transportwesen, Berufserziehung und Sport. Von 1968 bis 1970 war er Präsident des Südtiroler Landtags, von 1970 bis 1973 Regionalratspräsident. Am 19. Juli 1970 fand in Bozen auf Anregung von Fioreschys und des damaligen Tiroler Landtagspräsidenten Alois Lugger erstmals nach 50 Jahren wieder eine gemeinsame Landtagssitzung der Südtiroler und Tiroler Abgeordneten statt.
Von 1973 bis 1994 war Fioreschy Präsident der Handels-, Industrie-, Handwerks- und Landwirtschaftskammer Bozen. Von 1993 bis 1998 war er auch Präsident des von ihm mitgegründeten Südtiroler Burgeninstituts.
Von Fioreschy war verheiratet mit Hermine Mayer und hatte mit ihr einen Sohn und drei Töchter, darunter Monika Fioreschy.

## Ehrungen
- Ehrenzeichen des Landes Tirol
- Großes Goldenes Ehrenzeichen mit Stern für Verdienste um die Republik Österreich
- Ehrensenator der Universität Innsbruck, 1983[4]
- Bayerischer Verdienstorden
- Bundesverdienstkreuz I. Klasse
- Goldene Ehrennadel des Handwerks
- „Cavaliere di Gran Croce“ des Verdienstordens der Italienischen Republik
- Ehrenmitglied des Südtiroler Burgeninstituts[2]